# Apeadeiro de Azaruja

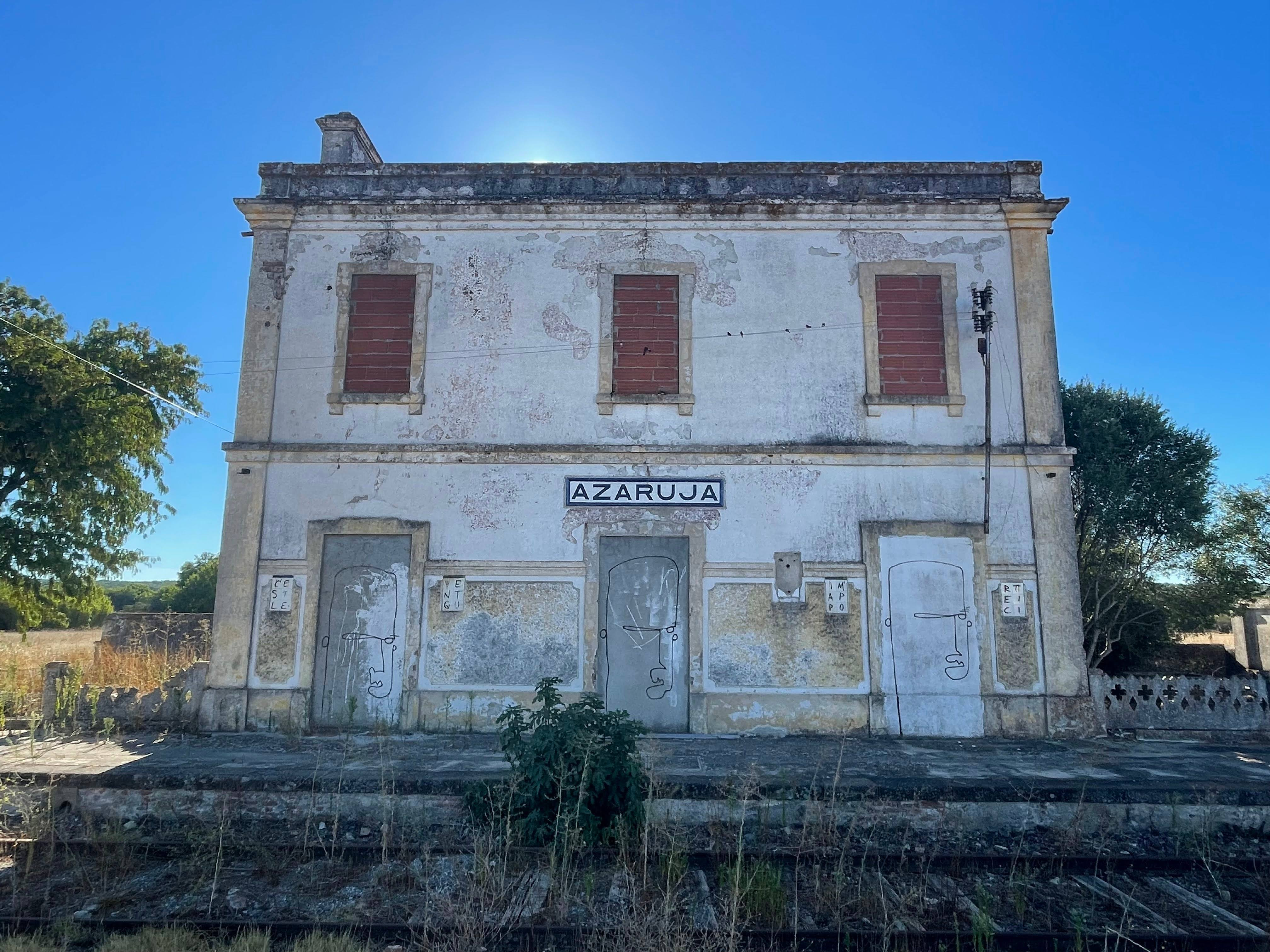
Edifício de passageiros de Azaruja, em setembro de 2022 — com portas e janelas emparedadas mas ainda com carris.

O apeadeiro de Azaruja é uma interface encerrada da Linha de Évora, que servia a nominalmente localidade de Azaruja, no município de Évora, em Portugal.

## Descrição

### Localização e acessos
Esta infraestrutura situa-se na freguesia de São Bento do Mato, a poente da localidade nominal, junto a uma passagem de nível com a EM528, distante mais de quatro quilómetros do seu centro (Pelourinho), via EM528, EN18, e Rua João José Perdigão (=EM254-1).

### Infraestrutura
Como apeadeiro numa linha de via única, esta interface tinha uma só plataforma, do lado nascente da via (lado direito do sentido ascendente, para Estremoz).

## História

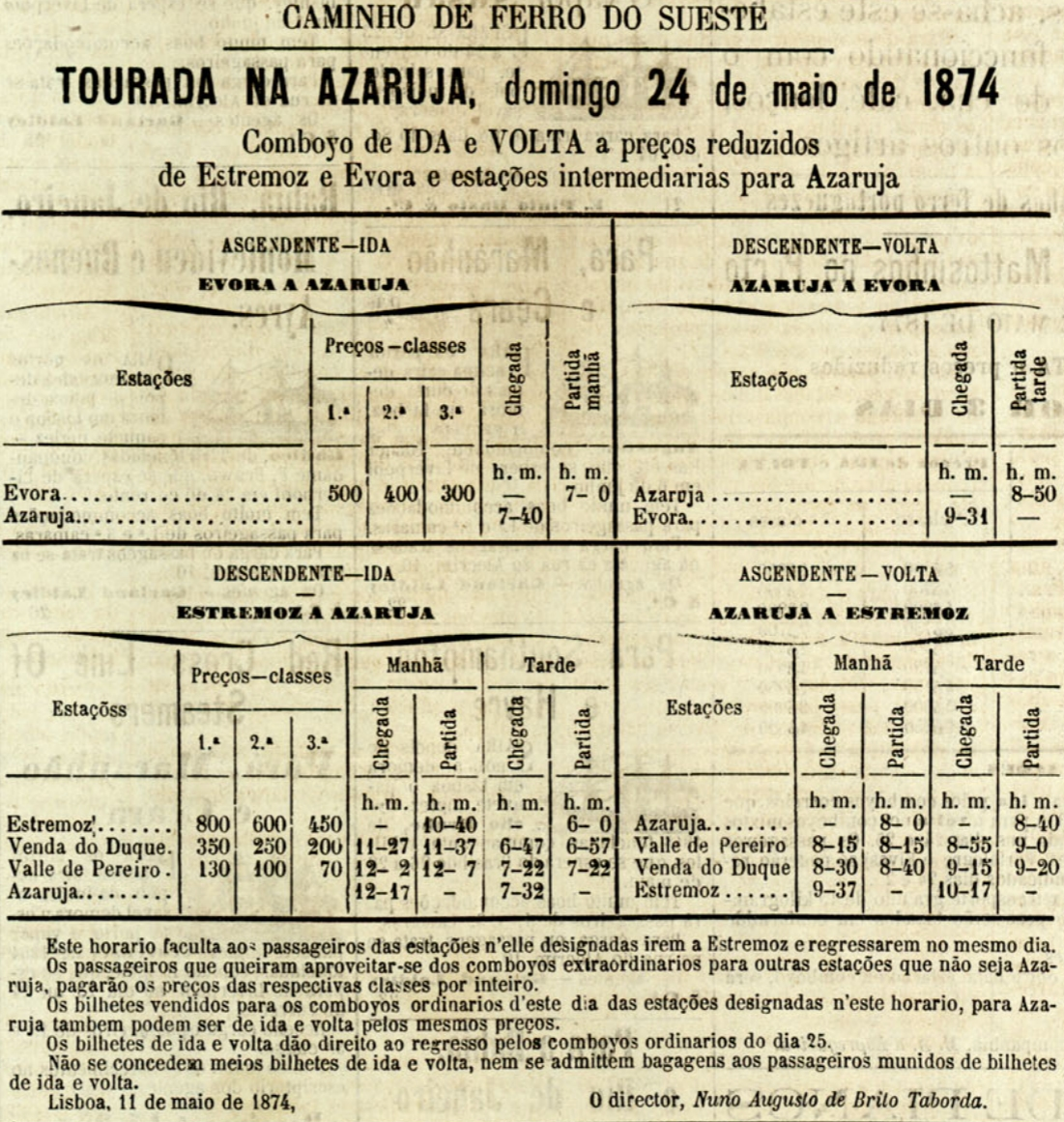
Anúncio de 1874, para comboios especiais a preços reduzidos de Estremoz (Ameixial) e Évora até Azaruja, para uma tourada.

Durante o planeamento da linha férrea além de Évora, na década de 1860, estava previsto que a via passasse entre Vale do Pereiro e Azaruja, sendo estas povoações servidas por duas estações, embora não se tenha ainda decidido onde iriam ficar localizadas. Este apeadeiro fazia parte do lanço entre Évora e o Vale do Pereiro da Linha de Évora, que abriu à exploração em 5 de Setembro de 1871. Em 1913, Azaruja surgia nos horários com categoria de estação.
Em 1934, a comissão administrativa do Fundo Especial dos Caminhos-de-Ferro autorizou que se procedesse ao calcetamento da estrada de acesso ao cais.
Até 1984 esta interface tinha ainda a classificação de estação, tendo sido despromovida à de apeadeiro no ano seguinte.

O troço entre Évora e Estremoz deixou de ter serviços de passageiros em 1 de Janeiro de 1990. Os serviços de mercadorias continuaram até ao final da exploração, em 2009, e em 2011 este lanço foi oficialmente desclassificado.